# Strand (London)
A Strand (ejtsd: sztrend) London, azon belül Westminster egyik utcája. Jelenleg a Trafalgar tértől indul és kelet felé halad, míg a Temple Barnál el nem éri a Fleet Streetet. Régen ebben az irányban a Temple Bar jelentette a City határát.
A közbeszédben gyakran használják rá a The Strand megnevezést, bár a hivatalos megnevezés csak Strand. Címzésben is a „366, Strand” és nem a „366, The Stand” a helyes. [forrás?] A Monopoly játék tábláján az utca neve Strand, kártyáin viszont The Strand.
Két metróállomás van az utcában: az egyik a Charing Cross, a másik a jelenleg használaton kívüli Aldwych. Története során mindkettőt hívták már Strandnek. Az utóbbit megnyitásától, 1908-tól  1915-ig, az elsőt pedig 1915 és 1973 között, amikor is átépítési munkák miatt ideiglenesen bezárták. Ezt 1976-os újranyitása óta hívják Charing Crossnak.
A Strand név az óangol 'part, folyópart' jelentésű szóból ered. Míg meg nem építették a Temze védőgátját, az utca közvetlenül a folyóparton futott. Strand és Aldwych már a szász időktől fogva lakott terület, és épphogy kívül esett a római kori város falain. A középkor folyamán ez a terület biztosította a keleti kereskedelmi és a nyugati politikai központ közötti közlekedést. Ez volt az eredeti összekötő utca a City és a Westminster között, melyek a középkorban még külön települések voltak. Ezen az utcán kívül a 16.-tól a 17. századig a Temze is nagyon fontos összekötő kapocs volt. Ma az út a Trafalgar térnél kezdődik és a kerület határáig tart, ahol a Fleet Street és a Temple Bar indul ki belőle.

## Színházak
A Strand volt a viktoriánus korban a város színházi és éjszakai életének középpontja. Azonban az East Strand átalakítása, valamint az Aldwych és a Kingsway utca megépítése az 1890-es években és 20. század elején az Opera Comique, a viktoriánus Globe, a Royal Strand Theatre és a közeli Olympic Theatre eltűnéséhez vezetett. Ezeken kívül eltünt az utcából a Gaiety Theatre (bezárt 1939-ben, az épületet lebontották 1957-ben), Terry's Theatre (1910-ben mozivá alakították, 1923-ban lebontották), a Tivoli (1914-ben bezárt, később lebontották; 1923-ban megnyílt a helyén a Tivoli Cinema, amit 1957-ben bezártak és az épületet lebontották, hogy helyet adjon Peter Robinson üzletének) és a Sans Souci Theatre (ez a Strand egyik nagyon korai színháza volt, 1791–1796 körül már létezett).
A megmaradt színházak közé tartozik az Adelphi Theatre, a Savoy Theatre és a Vaudeville Theatre. Ezekhez közel van a Wellington Streeten álló Lyceum Theatre.

## Fontos épületek
- Arundel House
- Australia House
- Adelphi Theatre
- Bush House
- Charing Cross vasútállomás

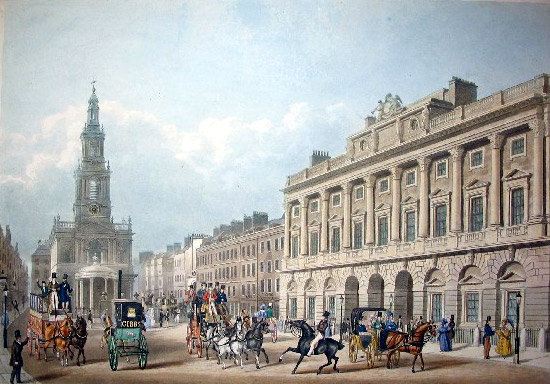
Egy 19. századi nyomtatvány, ami a St Mary-Le-Strand templomot és a Strandet ábrázolja a Somerset House előtt

- King’s College London, amelynek központi campusa (Strand Campus néven) az utcán kívül található, a Somerset House közelében
- Northumberland House, Kb 1866-ban lebontották
- Royal Courts of Justice
- Savoy Palace, 1381-ben lebontották
- Shell Mex House
- Simpson's-in-the-Strand
- Somerset House
- St Clement Danes templom
- St Mary-le-Strand templom
- Strand Palace Hotel

A Savoy Hotel és Színház nagyon közel van a Strandhez. A Bush House-ban a BBC World Service részlege. Habár a postai címük szerint itt vannak, a bejárat a másik oldalon, az Aldwych és a Kingsway felé található.

### Irodalmi körök
A viktoriánus korban a Strand az avantgard írók és gondolkodók gyülekezőhelye volt. Közéjük tartozott például Thomas Carlyle, Charles Dickens, William Thackeray, John Stuart Mill, Herbert Spencer, és a tudós Thomas Henry Huxley. A Strand 1842-ben volt a radikális könyvkiadó és orvos John Chapman (1821–1894) otthona, aki nem csak kortársainak sok művét adta ki, hanem 42 évig a Westminster Review főszerkesztője is volt.

### Templomok

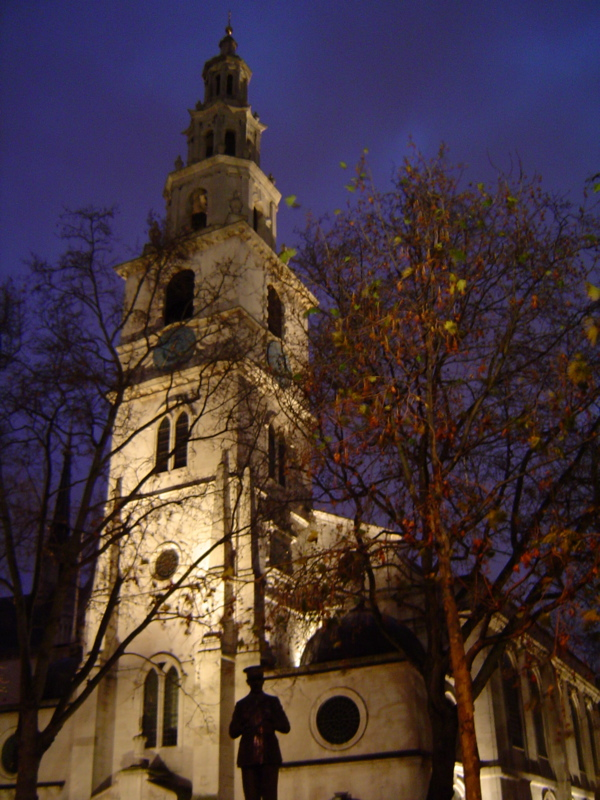
A St. Clement Danes-templom a Fleet Street közelében

Két templom áll itt, az egyik a St Clement Danes templom, a másik a St Mary-le-Strand templom. Az elsőnek a helyén valószínűleg már a 9. században is templom állt, de a ma itt állót Christopher Wren tervei alapján építették a 17. században. A másikat James Gibbs tervezte, építésével 1717-re végeztek. Ezzel helyettesítették az Edward Seymour (Sommerset protektora) által leromboltatott templomot, aminek az építőanyagából a Sommerset House-t építették fel.